# Roman policier humoristique
Le roman policier humoristique est une forme de roman policier. Le roman policier n'est pas toujours synonyme de noirceur, de morbidité ou de sérieux : il peut être déjanté et invraisemblable quand certains auteurs conçoivent des intrigues loufoques, imaginent des personnages barjots, des doux dingues et cultivent l'humour (souvent noir).

## Représentants historiques
Fred Kassak et Donald E. Westlake sont les deux représentants majeurs et historiques de ce registre. Il faudrait évoquer Charles Exbrayat et Frédéric Dard (voir les romans mettant en scène San-Antonio) pour ce qui est des auteurs français mais, comme l'indique Jacques Baudou dans sa préface au volume des Romans historiques de Fred Kassak :
« Fred Kassak reste l'humoriste le plus accompli de la littérature policière française. Personne n'est en mesure de lui disputer ce titre, pas plus Exbrayat avec ses séries comiques que San-Antonio, même dans ses déconnades les plus délirantes. C'est que Fred Kassak ne concourt pas tout à fait dans la même catégorie. Son registre à lui, c'est l'humour noir. Humour noir ? L'expression s'est un peu galvaudée, mais appliquée à l'œuvre de Fred Kassak, qu'elle illustre parfaitement, elle retrouve toute sa noblesse. »
Dans un long entretien de 2017 accordé à Emmanuel Legeard, Fred Kassak a défini très précisément ce qu'il entendait par humour, et qui fut la cause de nombreux malentendus et de ses démêlés constants avec les différents réalisateurs qui se sont chargés de l'adapter au grand écran: son humour, qu'il décrit comme « noir »  et « pince-sans-rire » serait une « tonalité de l'ironie », c'est-à-dire à peu près le contraire des « guignolades » et du « burlesque » des « transformations » cinématographiques dont il s'estime avoir été « victime » (par exemple dans Carambolages).
Raphaël Majan et Colin Thibert ont choisi de s'illustrer dans le registre de l'humour noir.
Voir aussi les histoires de la collection Le Poulpe et les courts romans pastiches de la collection Suite noire.

## Réflexions sur l'humour dans le roman policier
Fred Kassak a déclaré dans une interview (Temps noir, mai 2004, no 8, p. 27) : « L'humour dans le roman policier est dangereux : en achetant un roman policier, le lecteur s'attend plus à frissonner qu'à s'amuser. En général, le lecteur français supporte mal le second degré : il croit que l'auteur se moque de lui. Si l'on tremble et si l'on pleure des mêmes choses, on ne rit pas des mêmes choses. L'angoisse est objective, le rire subjectif. Un lecteur sensible à un certain humour ne le sera pas forcément au vôtre. »

## Liste d'auteurs et de romans policiers humoristiques
- A
  - A. D. G., La Nuit des grands chiens malades
  - Jean Amila, Jusqu'à plus soif, Langes radieux

- B
  - Franz Bartelt, Le Jardin du bossu, Hôtel du Grand Cerf
  - Colin Bateman, L'Autruche de Manhattan, La Fille des brumes
  - Marc Behm, La Vierge de glace
  - Tonino Benacquista, Malavita, Malavita encore, Les Morsures de l'aube
  - Nicholas Blincoe, Acid Queen
  - Lawrence Block, Le Voleur qui aimait Mondrian
  - Joseph Bialot, Vous prendrez bien une bière ?
  - Boileau-Narcejac, Et mon tout est un homme
  - Pierre Bourgeade, La Rondelle, Pitbull, Téléphone rose, En avant les singes !, Gab save the Di, Crashville
  - Richard Brautigan, Un privé à Babylone
  - Fredric Brown, La Fille de nulle part, La Nuit du Jabberwock
  - Ken Bruen
- C
  - Jypé Carraud
  - Hannelore Cayre, Commis d'office , Toiles de maître, Ground XO
  - Laurent Chalumeau, Maurice le siffleur  , Les Arnaqueurs aussi , Bonus
  - Paul Cleave, Un employé modèle
  - Tim Cockey, Le Croque-mort à tombeau ouvert, Le Croque-mort à la vie dure, Le croque-mort préfère la bière, Le croque-mort est bon vivant, Le croque-mort enfonce le clou
  - Ned Crabb, La bouffe est chouette à Fatchakulla
  - Jay Cronley, La Java des loquedus, Le Casse du siècle
- D
  - Roald Dahl
  - Frédéric Dard, série San-Antonio
  - Stephen Dobyns, Un chien dans la soupe
  - Tim Dorsey, Florida Road Kill, Orange Crush, Triggerfish Twist
- E
  - Ben Elton, Popcorn, Devine qui vient mourir ce soir !
  - J.M. Erre, Prenez soin du chien
  - Janet Evanovich
  - Charles Exbrayat
- F
  - Joseph Finder, Paranoïa
  - Pascale Fonteneau, Confidences sur l'escalier
  - Kinky Friedman, Le Chant d'amour de J. Edgar Hoover, Elvis, Jésus et Coca-Cola, Une fessée pour Watson
- G
  - Jean-Pierre Gattégno, Neutralité malveillante, La Nuit du professeur, Mortel Transfert , Une place parmi les vivants, Le Grand Faiseur, Longtemps, je me suis couché de bonne heure
  - Maxime Gillio, Les Disparus de l'A16, La Fracture de Coxyde
  - Iegor Gran, Thriller
  - Michael Guinzburg, L’Irremplaçable Expérience de l'explosion de la tête
- H
  - Sparkle Hayter, Les filles n'en mènent pas large, Les filles sont trop gentilles, Les Filles du Chelsea Hotel, Les filles règlent leurs comptes , La Revanche des filles
  - Sophie Hénaff, Poulets grillés, Rester groupés
  - Lauren Henderson, L'Indispensable Petite Robe noire, Y'en a marre des blondes, Tatouage à la fraise, Déchainée, Pretty Boy
  - Carl Hiaasen, Queue de poisson, Mal de chien
  - Chester Himes, La Reine des pommes, Il pleut des coups durs, Couché dans le pain, Tout pour plaire, Imbroglio negro, Ne nous énervons pas !, Retour en Afrique, L'Aveugle au pistolet, Dare-Dare
- J
  - Thierry Jonquet, Mémoire en cage, Le Bal des débris, La Bête et la Belle, La Vie de ma mère !, Mon vieux
- K
  - Stuart Kaminsky, Série Toby Peters
  - Fred Kassak, Carambolages, Crêpe Suzette, Une chaumière et un meurtre, Bonne vie et meurtres, Voulez-vous tuer avec moi ?, Qui a peur d'Ed Garpo ?, On ne tue pas pour s'amuser !, Assassins et noirs desseins
  - Douglas Kennedy, Piège nuptial (Cul de sac), L'Homme qui voulait vivre sa vie, Les Désarrois de Ned Allen
  - William Kotzwinkle, Midnight Examiner
- L
  - Michel Lebrun, Un revolver, c'est comme un portefeuille, Loubard et Pécuchet, La Tête du client
  - Elmore Leonard, Zig-Zag movie, Viva Cuba Libre
  - Jeff Lindsay
- M
  - John D. MacDonald, Strip-tilt
  - Raphaël Majan, L'Apprentissage, Chez l'oto-rhino, Le Collège du crime, Les Japonais, L'Auteur de polars, Vacances merveilleuses, Accouchement charcutier, Cruelle Télé, Au beau milieu du sexe, La Gym de tous les dangers, Chair aux enchères, La Légion d'honneur, Adieu les pauvres, Les Copropriétaires
  - Francis Mizio, La Santé par les plantes
  - Nadine Monfils, Coco Givré, La Petite Fêlée aux allumettes
  - Hubert Monteilhet, Devoirs de vacances, Meurtre à loisir, Pour deux sous de vertu, La Part des anges, Étoiles filantes, roman criminel gastronomique
  - Christopher Moore, Le Lézard lubrique de Melancholy Cove, L'Agneau, La Vestale à paillettes d’Alualu
  - Marine Mouzelard, Commissaire Chassepierre : Meurtre au Touquet
- P
  - Stuart Palmer, Un meurtre dans l'aquarium, L'Énigme du persan gris, Coups tordus à Hollywood, Quatre de perdues, Une très mauvaise farce
  - Daniel Pennac, Saga Malaussène
  - Brice Pelman, Angela, Celle qui rôdait, Attention les fauves, In vino veritas
  - Andrea G. Pinketts, La Maldonne assassinée
  - Aurore Py, Lavage à froid uniquement
- R
  - Craig Rice, Justus, Malone & co., Malone à Manhattan, Malone cherche le 114, Malone met le nain au violon, Maman déteste la police
  - Giampiero Rigosi, Bus de nuit
  - James Ross, Une poire pour la soif
- S
  - Carlos Salem, Nager sans se mouiller
  - Ricardo Salvador, La Zygène de la filipendule, Les gens sont méchants
  - Justin Scott, T'as le bonjour
  - Olivier Séchan et Igor B. Maslowski, Vous qui n'avez jamais été tué
  - Pierre Siniac, Luj Inferman’ et La Cloducque , Des amis dans la police , Aime le maudit, Ferdinaud Céline
  - Mark Haskell Smith, À bras raccourcis
  - Jerry Stahl, À poil en civil
  - Jason Starr, Looser, Mauvais Karma
- T
  - Colin Thibert, Noël au balcon, Royal Cambouis, Barnum TV, Cahin-Chaos, Vitrage à la corde
- V
  - Henri Viard, La Bande à Bonape, Rira bien qui mourra le dernier !
  - Henri Viard et Bernard Zacharias, Le Roi des Mirmidous, L'Embrumé, Le Mytheux, L'Aristocloche
- W
  - Allan C. Weisbecker, Cosmix banditos
  - Donald E. Westlake, Jimmy le kid, Dégâts des eaux, Adios Scherehazade, La Mouche du coche , Le Couperet, Le Contrat, Un loup chasse l'autre, Smoke
  - John Williams, Cinq pubs, deux bars et une boîte de nuit
  - Charles Williams, Fantasia chez les ploucs, Aux urnes, les ploucs !
  - Charlie Williams, Des clopes et de la binouze, Les Allongés
  - Don Winslow, À contre-courant du grand toboggan
- Z
  - Gordon Zola, Les Suppôts de Sitoire, La Fausse Celtique, Le Dada de Vinci, C'est pas sorcier, Harry !, Mozart est là, La Dérive des incontinents, Le Crado pince fort, Terril en la demeure, La Lotus bleue, Qui veut la peau de Marc Levy ?, Les Poils mystérieux, L'affaire tourne au sale, Le Secret d'Eulalie Corne, Le "13 heures" réclame le rouge , Les Parasites artificiels, Les Faux cils du dinosaure, Les tatas flingueurs, Doigt Light, J'écluse, Cartonne 14, Le père Denoël est-il une ordure ?, Casino Royal, L'espion quitte mémé, Opération Grande vadrouille, Train-train au Congo, L'ascète boude de cristal, Le temps pleut du soleil, Aux pies de l'aurochs noir, Le Spectre du tocard, Saint-Tin obéi des chauds Viêts, Saint-Tin et l'art fat, Les Six Gardes du phare Amon"